# Steinhäusle
Das Gebiet Steinhäusle ist ein Naturschutzgebiet auf dem Gebiet der Stadt Murrhardt im Rems-Murr-Kreis. Das Schutzgebiet wurde vom Regierungspräsidium Stuttgart durch Verordnung vom 14. Juli 1975 ausgewiesen.

## Lage und Beschreibung
Das Naturschutzgebiet liegt im Brucher Wald nördlich von Kaisersbach im Süden des Stadtgebiets von Murrhardt. Es handelt sich um einen buchen- und tannengeprägten Schluchtwald mit zahlreichen offenen Felsbildungen und Felsbändern. Teilweise bildet der Stubensandstein überhängende Felsnischen und -dächer. Hier entspringt aus Quellbächen mit Wasserfällen der Pfaffenbach. Das Gebiet ist aufgrund des hohen Alt- und Totholzanteils besonders für Fledermäuse bedeutend.

## Zusammenhängende Schutzgebiete
Im Westen grenzt das Landschaftsschutzgebiet Gebiete um die Murrquellflüsse an. Das Naturschutzgebiet ist Teil des FFH-Gebiets Welzheimer Wald. Es liegt im Naturpark Schwäbisch-Fränkischer Wald.